# Acanthosoma
Genre
Acanthosoma est un genre d'insectes du sous-ordre des hétéroptères (punaises) et de la famille des Acanthosomatidae.

## Distribution
Le foyer de spéciation du genre est l'Asie orientale. La plupart des espèces se trouve en Himalaya, Chine, Corée et Japon. Certaines espèces s'étendent en Sibérie orientale et Extrême-Orient russe ainsi qu'en Indochine. Acanthosoma haemorrhoidale a une distribution transpalaéarctique, c'est ainsi la seule espèce rencontrée en Europe. Acanthosoma hampsoni est endémique du sud de l'Inde.

## Habitat
La plupart des espèces sont arboricoles. Les plantes hôtes ne sont pas connus pour de nombreuses espèces.

## Classification
Le genre Acanthosoma est décrit pour la première fois par l'entomologiste britannique John Curtis en 1824.
En 1974, lors de sa révision des Acanthosomatidae, l'entomologiste indien Rajesh Kumar place le genre Anaxandra Stål, 1876 comme synonyme d'Acanthosoma. La synonymie est confirmée en 2015 par Tsai et Rédei. Selon ces mêmes auteurs, il resteraient des espèces encore non décrites.
L'espèce type est Acanthosoma haemorrhoidale (Linnaeus, 1758).

### Publication originale
(en) John Curtis, 1823-1840. British entomology, being illustrations and descriptions of the genera of insects found in Great Britain and Ireland; containing coloured figures from nature of the most rare and beautiful species, and in many instances of the plants upon which they are found, vol. 1, 1824 (lire en ligne), p. 28. 

### Liste des espèces
Le genre contient 27 espèces au total, 23 selon la révision établie par Tsai et Rédei, 2015 et quatre nouvelles espèces décrites par ces mêmes auteurs pour Taiwan:
- Acanthosoma asahinai Ishihara, 1943
- Acanthosoma atayal Tsai & Rédei, 2015
- Acanthosoma axicia Tsai & Rédei, 2015
- Acanthosoma crassicaudum Jakovlev, 1880
- Acanthosoma denticaudum Jakovlev, 1880
- Acanthosoma emeiense Liu, 1980
- Acanthosoma fallax Tsai & Rédei, 2015
- Acanthosoma firmatum (Walker, 1868)
- Acanthosoma forcipatum Reuter, 1881
- Acanthosoma forfex Dallas, 1851
- Acanthosoma forficula Jakovlev, 1880
- Acanthosoma haemorrhoidale (Linnaeus, 1758)
- Acanthosoma hampsoni (Distant, 1900)
- Acanthosoma ishiharai Yamamoto & Hayashi, 2011
- Acanthosoma labiduroides Jakovlev, 1880
- Acanthosoma laevicorne Dallas, 1851
- Acanthosoma montanum (Liu, 1987)
- Acanthosoma murreeanum (Distant, 1900)
- Acanthosoma nigrodorsum Hsiao & Liu, 1977
- Acanthosoma nigricorne Walker, 1868
- Acanthosoma pugnax Tsai & Rédei, 2015
- Acanthosoma rufescens Dallas, 1851
- Acanthosoma rufispinum (Distant, 1887)
- Acanthosoma shensiense Hsiao & Liu, 1977
- Acanthosoma sichuanense (Liu, 1980)
- Acanthosoma spinicolle Jakovlev, 1880
- Acanthosoma tauriforme (Distant, 1887)